# Зелигман, Зигмунд
Зигмунд Зелигман (нем. Siegmund Seligmann; 19 августа 1853 года, Ферден (Аллер) — 12 октября 1925 года, Ганновер) — немецкий предприниматель, первый генеральный директор концерна «Gummiwerke Continental AG» (Континенталь) в Ганновере, крупнейшего производителя шин в Европе.

## Биография
Зигмунд Зелигман родился в семье торговца кожей-еврея в Фердене, учился в средней школе при соборе. Затем он прошел обучение на коммерсанта в мануфактуре Морица Мейера в Харбурге и переехал в Ганновер, чтобы устроиться на свою первую работу кассиром в банке Морица Магнуса. В 1876 году Магнус поручил ему изучить финансовое положение компании Continental Caoutchouc & Gutta-Percha-Compagnie, основанной в 1871 году (предшественницы Continental AG) в Ганновере. Зелигман счел компанию жизнеспособной, и в качестве награды за его хорошую работу 7 апреля 1876 года совет директоров компании, членом которого был Магнус, предложил ему взять на себя управление компанией. В сентябре того же года Зелигман стал прокуристом (доверенным лицом предприятия), а в 1879 году, в возрасте 26 лет, коммерческим директором и членом правления.

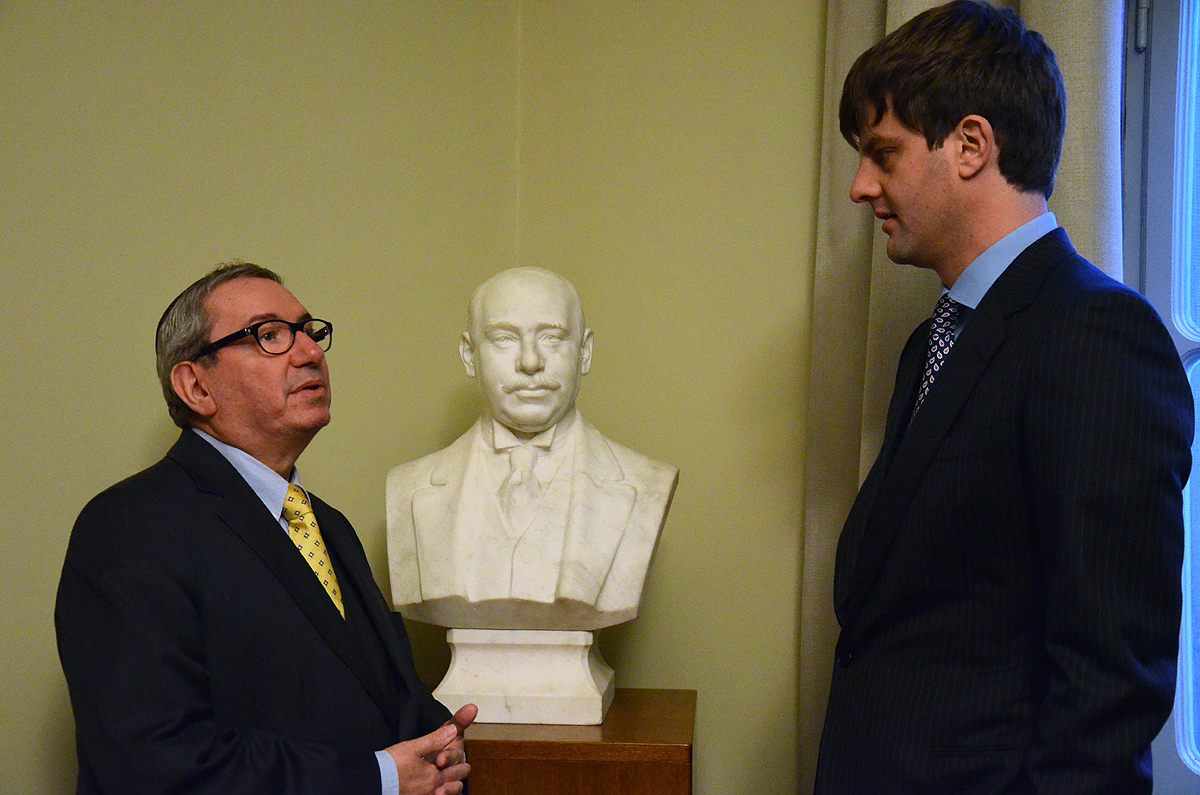
Андор Ижак и принц Ганноверский Эрнст Август рядом с бюстом Зигмунда Зелигмана. 2013 год

Это положило начало подъёму компании «Continental AG», в которой на тот момент работало около 250 сотрудников, и превращению её в одного из крупнейших производителей резины и шин в Германии (1914 год: 13 000 сотрудников). Вместе с химиком Адольфом Принцхорном Зелигман обеспечил необходимый инновационный импульс. В 1892 году «Continental AG» была первой немецкой компанией, производящей пневматические велосипедные шины («Пневматика»), а в 1898 году она начала производить пневматические шины для автомобилей без профиля.
Наступление автомобильной эры в начале XX века было для «Continental AG» особенно успешным: в 1904 году компания первой в мире разработала протекторные шины для автомобилей. Экспорт продукции предприятия растёт, во многих местах были открыты филиалы предприятия. Завод в Ганновере-Фаренвальде был значительно расширен, в 1912 году архитектор Петер Беренс спроектировал презентабельное здание для заводоуправления на Фаренвальдер-штрассе (сегодня технологический центр города Ганновер).
Зелигман и производитель пружин для кроватей, коммерции советник Август Вернер подарили городу Ганноверу две императорские статуи: бронзовые статуи кайзера Вильгельма I и Вильгельма II высотой более 3 метров были созданы берлинским скульптором и профессором Адольфом Брюттом. Они были установлены сбоку от большой лестницы в центральном зале Новой ратуши (переплавлены для производства вооружений во время Второй мировой войны).
Зелигман всю жизнь отказывался от звания генерального директора, но от других наград не отказывался. В 1905 году он был назначен в Торговый совет, в 1914 году в Тайный торговый совет.
В 1921 году он был удостоен звания почетного доктора Технического университета Ганновера.
В 1923 году (по случаю 70-летия) стал почётным гражданином города Ганновера.
В 1919—1925 годы он был членом Сената Общества кайзера Вильгельма.
С 1883 года он был женат на Йоханне Коппель (1861—1949), дочери промышленника из Золингена. В 1903—1906 годах жил в особняке в стиле модерн, построенном архитектором Германом Шедтлером на Гогенцоллернштрассе 39, в лесу Эйленриде (особняк Зелигмана). В круг его друзей входили директор города Ганновера Генрих Трамм, ганноверский промышленник Фриц Байндорф и производитель каучука из Харбурга Кальмон. Зигмунд Зелигман заказал у художника Макса Либерманна свой портрет.
Его стиль управления в Continental AG считался патриархальным, но гуманным. Поскольку он приходил в офис по воскресеньям, руководителям приходилось делать то же самое. Ещё при жизни Зелигман ухаживал за своей могилой на городском кладбище в Энгесоде, как подобает представителю богатой буржуазии и почетному гражданину (архитектор Герман Шедтлер).
Зигмунд Зелигман умер в 1925 году в возрасте 72 лет. Его вдова Йоханна переехала в Швейцарию и умерла в Люцерне в 1949 году. Его сын Эдгар продал особняк в 1931 году по финансовым причинам и покинул компанию в 1932 году. Он был арестован 9 ноября 1938 года, лишён собственности и через несколько недель доставлен в Швейцарию, где вскоре скончался.
Аллея «Зелигманналлее» в Ганновере была названа в честь Зимунда Зелигмана.

## Фонд Зигмунда Зелигмана
Фонд, основанный Андором Ижаком для содействия исследованиям еврейской музыки и истории музыки, носит имя Зигмунда Зелигмана. С 1992 года он поддерживает работу Европейского центра еврейской музыки, института Ганноверской высшей школы музыки и театра. С этой целью в 2006 году фонд приобрел особняк Зелигмана на Гогенцоллернштрассе, 39, отремонтровал его и с 2008 года функционирует в этом здании.